# Tendenza Socialista Internazionale
La Tendenza Socialista Internazionale (in inglese International Socialist Tendency, IST) è un gruppo internazionale di organizzazioni trotskiste non ortodosse sostenitrici delle idee di Tony Cliff (1917-2000), fondatore del Partito Socialista dei Lavoratori (in inglese Socialist Workers Party, SWP) nel Regno Unito (da non confondere con l'omonimo presente negli Stati Uniti). Ha delle sezioni in 27 paesi; tuttavia, è maggiormente presente in Europa, in particolare in Gran Bretagna.
La linea politica della TSI è simile a quella di molte internazionali trotskiste ma differisce dalle altre sulla questione dell'Unione Sovietica, considerandola più come un Paese retto sul capitalismo di Stato che come uno Stato operaio degenerato, insieme alle loro teorie di "economia di guerra permanente" e "rivoluzione permanente deflessa". La TSI vede il socialismo applicato in presunti Stati socialisti (per esempio quelli dell'ex blocco orientale, la Cina, il Vietnam, la Corea del Nord e Cuba), come l'inverso del marxismo classico, definendo quei Paesi come retti da regimi stalinisti.
Diversamente dalla maggior parte delle organizzazioni internazionali, la TSI non ha nessuna struttura organizzativa formale e ha compiuto soltanto una decisione pubblicamente nota, ovvero quella di espellere l'International Socialist Organization (ISO) statunitense dai suoi ranghi. Le origini della TSI risalgono agli anni 1950, quando i fondatori del Socialist Review Group (SRG) britannico, sostenitori di Cliff, vennero espulsi dal The Club trotskista e di conseguenza dalla Quarta Internazionale.

## Storia

### Anni cinquanta
Durante gli anni cinquanta, il Socialist Review Group aveva una blanda relazione con la Lega Socialista Indipendente (in inglese Independent Socialist League, ISL) statunitense guidata da Max Shachtman fino alla sua dissoluzione nel 1958. Mantenne dopo dei contatti con i compagni usciti dal gruppo e con altri individui del movimento internazionale. Ma non ci fu una crescita significante del sostegno dei loro ideali fino alla fine degli anni sessanta. Alcune idee della TSI, come l'economia di guerra permanente, vennero originariamente sviluppate dagli scritti pubblicati dall'ISL. La teoria dell'economia di guerra permanente venne sviluppata infatti da T. N. Vance in una serie di pubblicazioni nel 1951 sul giornale dell'ISL New International e venne successivamente ridefinita da Cliff verso la fine degli anni cinquanta e, negli anni successivi, da altri teorici chiave degli International Socialists come Mike Kidron, Nigel Harris e Chris Harman.

### Anni sessanta e settanta
Negli anni sessanta gli International Socialists (nuovo nome del Socialist Review Group) stabilì dei collegamenti con i militanti di alcuni paesi in modo da creare dei nuclei di Socialisti Internazionali. Il primo di questi gruppi venne fondato in Irlanda nel 1971, e in seguito in Australia, Canada e Germania. Intanto, vennero creati dei collegamenti con gli Independent Socialists (successivamente International Socialists) negli Stati Uniti. Queste affiliazioni causarono una divisione negli Independent Socialists nel 1978 portando alla formazione dell'International Socialist Organization (ISO), più vicina al gruppo IS britannico.
A fine anni sessanta, la IS britannica partecipò anche a una serie di incontri organizzati dal gruppo francese di Lotta Operaia (LO), seguiti anche dalla IS statunitense. In quel periodo, i gruppi IS e LO venivano visti come fautori di una specie di tendenza semi-sindacalista all'interno del trotskismo. Gli incontri videro la partecipazioni di molti altri gruppi tra i quali quello italiano di Autonomia Operaia.
Nonostante la crescita non vi era alcuna organizzazione ufficiale, tuttavia, gli incontri internazionali delle leadership dei gruppi IS iniziarono ad aumentare, di solito organizzati assieme alla scuola estiva marxista del Partito socialista dei lavoratori (in inglese British Socialist Workers Party's Marxism Summer School) a Londra. Nacque così la TSI.

### Anni ottanta
Durante gli anni ottanta la TSI crebbe a livello internazionale, in parte, come altre tendenze socialiste rivoluzionarie entrarono in crisi eliminando così la concorrenza. Nuovi gruppi IS vennero fondati in Francia, Belgio, Danimarca, Paesi Bassi, Norvegia, mentre in Grecia l'Organizzazione della Rivoluzione Socialista (OSE), che aveva dei blandi collegamenti con la IS negli anni settanta, si riunì alla tendenza. Venne reclutato anche un gruppo di compagni turchi in esilio durante quel periodo, i cui membri vivevano in Germania e Regno Unito.

### Anni novanta
Gli anni novanta videro una maggiore crescita internazionale della TSI con nuovi gruppi fondati in Paesi come Austria, Cipro, Spagna, Nuova Zelanda, Sudafrica, Zimbabwe e Corea del Sud. Nacquero gruppi anche negli Stati dell'ex blocco orientale che si erano aperti al mondo dopo il collasso dell'Unione Sovietica. Ciò ha portato alla fondazione di nuclei IS in Polonia e in Repubblica Ceca. Ne è esistito uno legato alla TSI anche in Russia ma si sciolse molto presto.
Tuttavia, gli anni novanta videro anche l'insorgere di problematiche serie per la TSI: il grande obiettivo di espansione geografica aveva portato alla frammentazione e a delle perdite. Vi era infatti un gran numero di divisioni tra loro non correlate che sembravano però avere una causa comune. Queste cause erano il pretesto di alcuni membri dei gruppi che lamentavano una burocratizzazione dell'organizzazione interna e una mancanza di democrazia. Spesso veniva associato con la partecipazione di rappresentanti del SWP negli affari interni di un gruppo o con l'orientamento politico dello stesso. Tra i gruppi che avevano subito delle scissioni alcuni erano situati in Germania, Sudafrica, Irlanda, Zimbabwe, Australia, Nuova Zelanda, Canada e Francia. In Belgio, la maggioranza dei gruppi aderì alla sezione locale del Comitato per un'Internazionale dei Lavoratori.

### Anni duemila
Gli anni 2000 videro uno sviluppo contraddittorio della TSI. Nuovi gruppi nacquero per la prima volta in Paesi come Austria, Pakistan, Botswana, Libano, Uruguay, Finlandia, Svezia e Ghana ma i gruppi più importanti nella TSI al di fuori della Gran Bretagna si erano separati o avevano lasciato la Tendenza. Così negli Stati Uniti la leadership della ISO entrò in discussione con quella del SWP a seguito della crescente importanza dei movimenti anticapitalisti e no-global successivi agli scontri per la conferenza OMC di Seattle: ciò ha portato all'espulsione della ISO dalla TSI e una minuscola frazione (simpatizzante del SWP) si separò per formare il Left Turn (LT) che nel 2003 lascerà anch'esso la TSI, lasciando la Tendenza Socialista senza alcun affiliato negli Stati Uniti. Ristretti gruppi di persone simpatizzanti del SWP operano nei partiti statunitensi Keep Left e Solidarity, senza però avere alcun contatto diretto con la TSI.
In Grecia l'OSE, rinominatosi "Partito Socialista dei Lavoratori", si frammentò in un modo simile ed una sostanziale minoranza andò a costituire il gruppo della Sinistra Operaia Internazionalista. Il gruppo neozelandese Socialist Worker aprì un dibattito internazionale all'interno della TSI, quando il 1º maggio 2007, presentò una dichiarazione del calendimaggio alla TSI dove quest'ultima doveva "impegnarsi nel processo di rivoluzione di massa in Venezuela". Il gruppo però si sciolse dopo pochi anni.

### TSI oggi
Nel 2011 i membri dell'affiliata in Zimbabwe - l'International Socialist Organization - rischiarono la pena di morte per aver organizzato un incontro dove si discuteva delle rivoluzioni in Egitto e in Tunisia.
Dal 2013, la TSI ha sofferto una grave crisi dopo che le accuse di stupro contro il "Comrade Delta" all'interno del SWP inglese divennero uno scandalo di dominio pubblico. Nel gennaio del 2013, la sezione della TSI in Serbia, Marks21, lasciò la Tendenza in seguito al caso. Nel marzo 2013, il membro fondatore del gruppo IS canadese Abbie Bakan, l'ex editorialista del Socialist Worker Paul Kellogg, il teorico John Riddell e altri membri importanti rilasciarono una dichiarazione pubblica con la quale annunciavano le proprie dimissioni dal gruppo dopo che la proposta di una lettera pubblica di denuncia contro l'SWP inglese per il suo modo di aver affrontato lo scandalo venne bocciata al loro convegno annuale. Tuttavia, in Irlanda l'SWP passò una risoluzione per la condanna del comitato centrale del SWP inglese. A giugno 2014, 700 membri del SWP inglese si erano ritirati dal gruppo. Tre gruppi separati dall'SWP si formarono dopo l'inizio dello scandalo: International Socialist Network (ISN), Revolutionary Socialism in the 21st Century (RS21) e International Socialists in Scozia, sebbene due di questi si siano sciolti.

## Organizzazioni affiliate
| Paese         | Nome                                 |
| ------------- | ------------------------------------ |
| Australia     | Solidarity                           |
| Austria       | Linkswende                           |
| Botswana      | International Socialist Organization |
| Brasile       | Revolutas                            |
| Canada        | International Socialists             |
| Cipro         | Εργατική Δημοκρατία                  |
| Corea del Sud | 노동자연대                           |
| Rep. Ceca     | Socialistická Solidarita             |
| Danimarca     | Internationale Socialister           |
| Francia       | Que Faire                            |
| Ghana         | International Socialist Organisation |
| Grecia        | Σοσιαλιστικό Εργατικό Κόμμα          |
| Irlanda       | Socialist Workers Network            |
| Italia        | Comunismo dal basso                  |
| Nigeria       | Socialist Workers league             |
| Norvegia      | Internasjonale Sosialister           |
| Nuova Zelanda | Socialist Aotearoa                   |
| Paesi Bassi   | Internationale Socialisten           |
| Pakistan      | International Socialists             |
| Polonia       | Pracownicza Demokracja               |
| Regno Unito   | Socialist Workers Party              |
| Sudafrica     | Keep Left                            |
| Svezia        | Internationella Socialister          |
| Thailandia    | กลุ่มประชาธิปไตยแรงงาน                  |
| Turchia       | Devrimci Sosyalist İşçi Partisi      |
| Uruguay       | Socialismo Internacional             |
| Zimbabwe      | International Socialist Organisation |

### Organizzazioni non allineate alla TSI che seguono i suoi principi base
| Paese         | Nome                                  |
| ------------- | ------------------------------------- |
| Nuova Zelanda | International Socialist Organization  |
| Australia     | Socialist Alternative                 |
| Regno Unito   | Counterfire                           |
| Francia       | Socialisme International              |
| Germania      | Marx21                                |
| Grecia        | Διεθνιστική Εργατική Αριστερά         |
| Porto Rico    | Organización Socialista Internacional |
| Scozia        | International Socialist Group         |
| Serbia        | Marks21                               |
| Sudafrica     | International Socialist Movement      |
| Turchia       | Antikapitalist (bandito nel 2010)     |
| Stati Uniti   | International Socialist Organization  |
| 1.            |                                       |

### Precedenti affiliati
Queste organizzazioni si originarono nella TSI ma cambiarono significativamente il loro orientamento politico.
| Paese       | Nome                                  |
| ----------- | ------------------------------------- |
| Canada      | New Socialist Group                   |
| Germania    | Gruppe Internationaler SozialistInnen |
| Stati Uniti | Left Turn                             |